# USS United States (CVA-58)
El USS United States (CVA-58) debía ser un portaaviones al servicio de la Armada de los Estados Unidos. Se preveía que fuese el prototipo de cuatro barcos de la clase United States. La construcción del barco, planeado para que fuese el primer superportaaviones, se suspendió apenas cinco días después de la puesta en grada. La clase United States hubiera sido la primera en albergar bombarderos atómicos.

## Historia

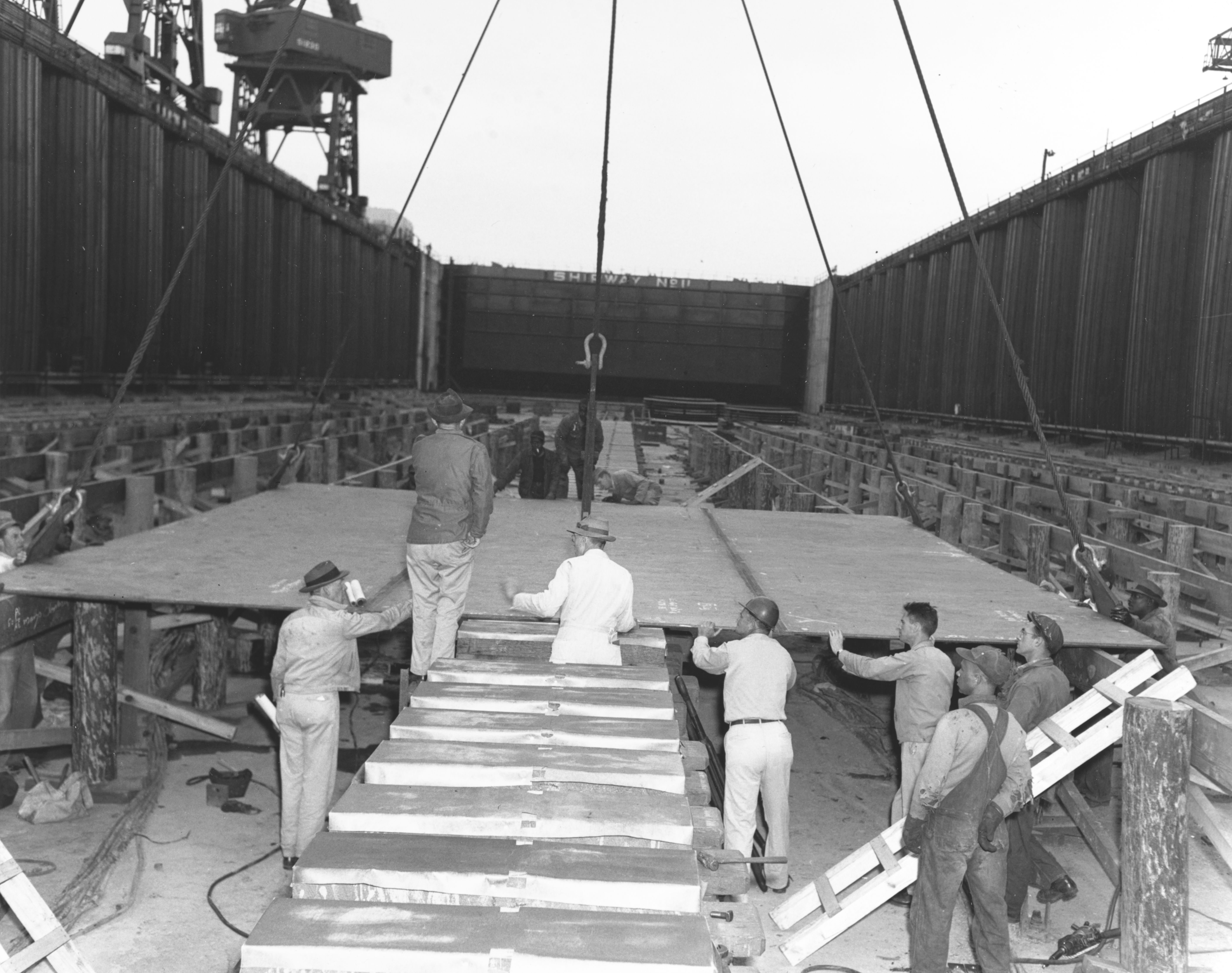
La puesta en grada del United States el 18 de abril de 1949.

### Antecedentes
El 18 de septiembre de 1947 la US Air Force ganó su independencia. Ante la posibilidad de una guerra con la URSS, el principal factor disuasorio era la creación de una flota de bombarderos nucleares. El Strategic Air Command se creó en 1946. Todo eso costaba mucho dinero, y surgió una pelea por los fondos con la Armada. La Armada hizo todo lo posible para obtener su capacidad de ataque nuclear a partir de sus portaaviones. Lo primero era construir una flota de grandes portaaviones, capaces de acoger nuevos bombarderos nucleares a reacción. De fondo lo que estaba en juego era la influencia política que podía lograr el servicio que manejara las armas atómicas.

### Inicios
El 29 de julio de 1948 el por aquel entonces presidente de Estados Unidos Harry S. Truman aprobó la construcción de un superportaaviones (también un carguero que debía sobrepasar los construidos en la Segunda Guerra Mundial en tamaño). El proyecto fue elaborado durante mucho tiempo por la Marina. 
Con el inicio de la era nuclear la Marina de EE. UU. quería igualar a la Fuerza Aérea como vector de ataque nuclear. Para ello necesitaba un portaaviones mayor que los que tenía en servicio y un bombardero capaz de operar desde su cubierta. El proyecto de portaaviones llevó al USS United States. 
La forma de financiación para la planificación y construcción de esta nave fue la Naval Appropriations Act of 1949. Fue promovido sobre todo por el Secretario de Defensa de los Estados Unidos James Forrestal, un antiguo aviador de la Armada. Los planes se clasificaron como CVA, por  Cruiser Volplane atomic warfare. Se preveía que se construyeran cuatro portaaviones más de la clase United States tomando como modelo al CVA-58.
El United States fue puesto en grada el 18 de abril de 1949 en el astillero de Newport News Shipbuilding en Newport News, Virginia. El coste total debía de ser de unos 190 millones de dólares para la primera unidad. Las siguientes tres unidades de la clase ni estaban aprobadas ni tenían nombre asignado. Esto conllevó que el presupuesto para cubrir el enorme coste de los cuatro barcos se recortara, sobre todo durante el recorte de presupuestos posterior al final de la Segunda Guerra Mundial. La fuerza aérea además temía perder su monopolio respecto a las aeronaves con capacidad de realizar bombardeos atómicos. El Estado Mayor Conjunto de los Estados Unidos consideró que era una duplicación de capacidades innecesaria.

### Cambio de directrices
La oposición de Forrestal a la creación de Israel puso en su contra al lobby judío, afectando a la financiación de las campañas políticas y lanzando una campaña de prensa en su contra. Forrestal representaba al sector de la administración que creía que la existencia de enormes fuerzas militares soviéticas en Europa hacía necesario aumentar el presupuesto militar, pero era el único en la administración que creía que una guerra era inminente o muy probable. Truman pedía contener el presupuesto militar y él y el Departamento de Estado no eran tan alarmistas como Forrestal y creían que la fuerza para fremar el comunismo era fundamentalmente era el poder económico y social. La tensión fue subiendo ya que Forrestal y los militares situaban la opción atómica como la primera en sus planes de guerra, querían el control de la bomba y se planteaban incluso el ataque preventivo. Las peticiones del Presidente al Secretario de Defensa para recortar el presupuesto hicieron que Forrestal fuera obligado a dimitir el 31 de marzo de 1949 y nombrara un nuevo Secretario de Defensa.
EE. UU. era consciente de que el monopolio sobre la bomba atómica le daba superioridad militar, pero la falta de capacidad de las fuerzas armadas para atacar objetivos en la URSS como pedía la administración había desatado una lucha interna en ellas desde hacía años. Todos buscaban obtener los fondos para tener un arma con la que atacar a la URSS, y a la vez negar los fondos a los otros servicios. La URSS logró su propia bomba nuclear en 1949, desatando una crisis en EE. UU.  
Las presiones llevaron al nuevo Secretario de Defensa, Louis A. Johnson, próximo a las fuerzas aéreas, a anunciar, el 23 de abril de 1949, cinco días después de la puesta en grada, la completa cancelación del proyecto. La Armada atacó la financiación autorizada para el bombardero B-36 en 1947, pero la Fuerza Aérea defendió su proyecto con éxito y el portaaviones USS United States (CVA-58) fue cancelado en su lugar  para financiar su construcción en serie del B-36. En su lugar el Congreso promovió el bombardero atómico Convair B-36. La Armada había solicitado a Douglas un diseño de bombardero nuclear basado en portaviones. Ante la cancelación del pietaviones este hubo de revisarse y dio resultado al AD-3 Skywarrior. Esta decisión, conjuntamente con otros recortes en el área de la aviación naval, fue el detonante de la Revuelta de los almirantes. Tras la notificación de la decisión de detener la construcción del United States dimitieron en protesta el Secretario de la Armada de los Estados Unidos John L. Sullivan. El Jefe de Operaciones Navales Louis E. Denfeld fue depuesto en noviembre por el nuevo Secretario de la Armada Francis P. Matthews por su implicación en la revuelta. Sin embargo en 1951 el presidente Truman revisó la suspensión de los planes respecto a los portaaviones y encargó el desarrollo de la Clase Forrestal, un diseño diferente de portaaviones.

### Estrategia
El diseño de este buque se basaba en el éxito de los portaviones en el Pacífico durante la guerra. La cubierta de vuelo era convencional, no introducía los cambios que la Royal Navy ya estaba ensayando con el HMS Centaur. Le preveían dos catapultas en proa para los bombarderos y dos a mitad del buque y en cada banda para los cazas. Asimismo el diseño preveía cuatro ascensores. Se incluían cañones pesados (8 single de 127 mm.; 8 montajes dobles de 76 mm. y 20 cañones de 20 mm.) y una generosa dotación de cazas para protección y ataque. La dotación aérea máxima deseada era de 18 bombarderos y 80 cazas F2H-1.
El USS United States debía embarcar los nuevos bombarderos nucleares. Estos eran tan grandes que no se guardarían en los hangares sino que quedarían estacionados en la cubierta de vuelo. Entre 12 y 18 bombarderos irían a bordo, su peso estimado era de 45 toneladas. La cubierta debía ser lo más amplia posible, por ello se suprimió la isla. Los partidarios de que el portaviones también pudiera realizar misiones de ataque convencional perdieron la batalla, solo se preveía el ataque nuclear.
En los hangares irían los cazas para proteger al buque. Junto al portaviones deberían operar dos portaviones dándoles apoyo de escolta y antisubmarina. Estos debñian ser clase Midway o Essex, modificados con el proyecto SCB-27A.

### Consecuencias posteriores
Tras la cancelación se inició una guerra entre Armada y Fuerza Aérea. La Fuerza Aérea logró que el presupuesto para el año fiscal 1951 introdujera grandes recortes para la aviación naval, para financiar su expansión y contar con 70 Alas de Bombarderos. Los presupuestos militares priorizaron el desarrollo de bombarderos nucleares para la Fuerza Aérea y la parte de la Marina fue reducida:
- Los portaviones Essex en servicio se reducían de 8 a 4.
- Los grupos aéreos embarcados (Carrier Air Wing) pasaban de 14 a 6.
- Los portaviones clase Saipan pasarían de 10 a 8.
- Los escuadrones de los Marines se reducían de 23 a 12.
- Los escuadrones antisubmarinos pasaban de 8 a 7 y los de patrulla de 30 a 20.

La Marina contraatacó con acusaciones de corrupción a la empresa Convair, fabricante del bombardero B-36,  lo que llevó a audiencias del Congreso. La Marina incluso calificó el bombardeo atómico de ciudades como gravemente inmoral. 
Después de la cancelación del USS United States el Congreso y la Marina se plantearon el diseño de las nuevas clases de portaaviones, impulsadas por la guerra de Corea. En Corea los aviones basados en portaviones demostraron ser capaces de realizar un apoyo aéreo en todo momento a las tropas en tierra más eficaz que el que la Fuerza Aérea podía dar. Así finalmente se aprobó la construcción de un diseño revisado con menor desplazamiento y cubierta angulada. Este se convirtió en el nuevo USS Forrestal (CVA-59). El USS United States había sucumbido a la presión política, pero el USS Forrestal entró en servicio en 1955 y en 1961 lo haría el USS Enterprise, el primer portaaviones nuclear. Con la llegada de los submarinos lanzamisiles la Armada tuvo su parte en la estrategia de ataque nuclear.